# Brian Sings and Swings
Brian Sings and Swings («Брайан поёт и танцует») — девятнадцатая серия четвёртого сезона мультсериала «Гриффины». Премьерный показ состоялся 8 января 2006 года на канале FOX.

## Сюжет
Питер случайно сбивает Брайана машиной, и того отправляют в больницу. Питер прилагает много сил, чтобы Брайан вернулся домой с удовольствием.
Тем временем, Мег начинает дружить с Сарой из своей школы, которая предлагает ей вступить в их клуб. Мег не подозревает, что это — клуб лесбиянок. Глаза на правду ей раскрывает её приятель, Морт Голдман, и она готовится выйти из клуба, но в последнюю минуту осознаёт, что членство здесь положительно влияет на её статус в школе, и Мег остаётся в рядах лесбиянок.
Тем временем Брайан после просшедшего впадает в депрессию, но выходит из неё, начиная выступать вместе с Фрэнком Синатрой. Семья Гриффинов всячески поддерживает пса. В одном из выступлений к ним неожиданно, но весьма удачно присоединяется Стьюи.
Тем временем Мег признаётся семье, что теперь она — лесбиянка, но Лоис высмеивает её, не веря.
Тем временем Брайан, Стьюи и Синатра продолжают выступления по Куахогу втроём. После вечеринки по окончании одного из концертов, напившийся Брайан теряет Стьюи и возвращается домой без него. Малыш приходит чуть позднее, покусанный оленем. Питер зол на поведение Брайана, но позднее расстроен, что тот прекратил свои выступления с Синатрой. Злой на Питера, что тот лезет в его жизнь, Брайан кусает хозяина за руку, и теперь Питер очень боится свою собаку.
Брайан, опечаленный своим поступком, прекращает выступления, и находит себе утешение в алкоголизме в трущобах. Стьюи находит пса и «вытаскивает» его, произнося пламенную речь о вещах, которые мы не можем изменить (there are things in life which are beyond our control, even though they aren’t in our control, they do matter). Стьюи убегает прочь со слезами на глазах.
Тем временем Мег готовится признаться Саре, к которой она пришла в гости, что она не лесбиянка, что она всего лишь хотела завести друзей; Сара тем временем уже обнажена и готова заняться с девочкой сексом. Действие прерывается появлением Куагмира и его съёмочной группы.
В конце эпизода Стьюи, Брайан и Синатра вновь выступают вместе, пока не появляется Миа Фэрроу (её вызвал Питер), выговаривающая «своему сыну» за его поведение, и шлёпающая его прямо перед зрителями.

## Создание
Автор сценария: Майкл Роу.
Режиссёры: Чак Клейн и Зэк Монкриф.
Приглашённые знаменитости: Фрэнк Синатра-младший, Дон ЛаФонтан и Марк Борхардт.

## Интересные факты